# الصخرة (باب بودير)
الصخرة هو دُوَّار يقع بجماعة باب بودير، إقليم تازة، جهة فاس مكناس في المملكة المغربية. ينتمي الدوّار لمشيخة باب بودير التي تضم 18 دوار. يقدر عدد سكانه بـ 156 نسمة حسب الإحصاء الرسمي للسكان والسكنى لسنة 2004.

## روابط خارجية
- البوابة الوطنية للجماعات الترابية
- المندوبية السامية للتخطيط